# Гет-Стен
Гет Стен, Замок Стен або просто Замок (із флам. «Steen» значить «замок») (нід. Het Steen) — фортеця в центрі Антверпена, частина міської стіни.
Антиверпенська фортеця Стен була збудована у XIII столітті. Фортеця дозволяла контролювати річку Шельда, на котрій і була зведена. У період між 1303 і 1827 рр. використовувалася як в'язниця.
Більша частина фортеці і чимало старовинних будинків, включаючи старовинну церкву міста, були знесені у XIX столітті при спрямленні річки для боротьби з її обмілінням.
У 1890 році замок Стен стає музеєм археології.
Зараз у замку розташований Національний музей мореплавства (нід. Nationaal Scheepvaartmuseum). У 1963 році перед входом у замок був поставлений пам'ятник Довгому Вапперу, персонажу антиверпенського фольклору. Також тут розташований пам'ятник канадським солдатам Другої світової війни.